# 达尼洛·林
丹尼洛·德拉普兹·林（英語：Danilo "Danny" Delapuz Lim，1955年6月2日—2021年1月6日），是菲律宾陆军军官，1989年参加了推翻科拉松·阿基诺的军事政变，曾担任马尼拉大都会发展委员会委员长。